# Csíkszentkirályi római katolikus templom
A csíkszentkirályi római katolikus templom Alcsík egyik legrégebbi temploma, amely Románia műemlékeinek hivatalos jegyzékében a HR-II-a-A-12960 sorszámon szerepel.

## A templom története

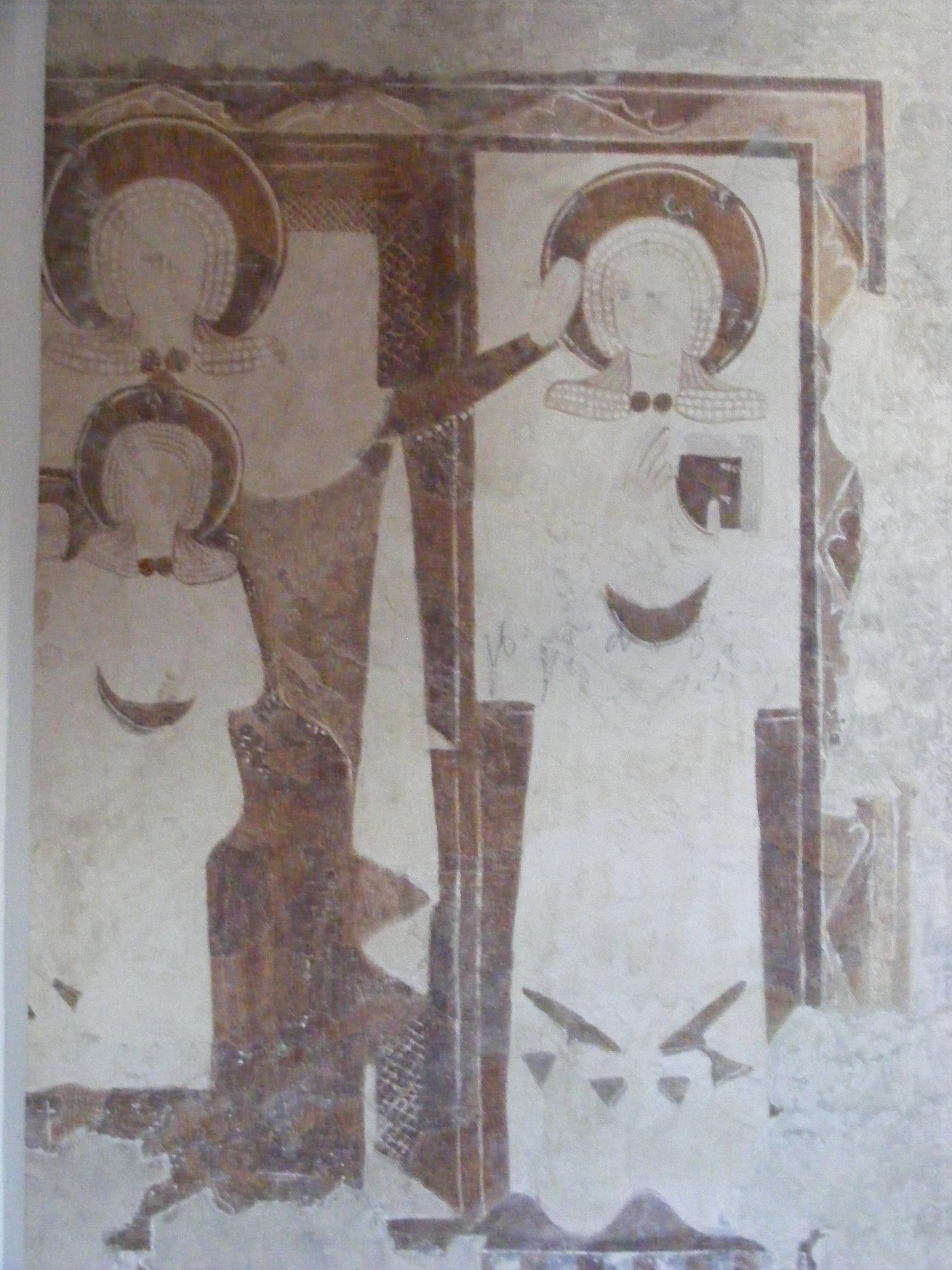
Freskó a templom falán

Csíkszentkirály egyházközséget először 1333-ban említették az írásos dokumentumok. 1566-ban Zent Király formában, 1570-ben Szentkirál, Szentkirálj, 1602-ben Szentkirály, 1695-ben Szent Király néven  fordult elő. A falu neve azt igazolja, hogy egykor Szent István király tiszteletére szentelt temploma volt. A 13. században épült román kori templom emlékét őrzi a torony alatti köríves, egyszerűen hornyolt kő ajtókeret, valamint a déli kapu kőkeretének darabjai. Ugyancsak a román kori templomból maradt meg a keresztelőmedence.
A mai  templom a 15. század második felében épült. A déli kapu a 16. században készült, amely Orbán Balázs szerint:  „átszelt lóherivvel záródó”. Felette csonkított felirat: „HOC OPUS FECIT MAGIS...”
A templom kisebb harangja 1562-ben készült. A toronyról korábban úgy tartották, hogy a középkorban épült, de dendrokronológiai kutatások kimutatták, hogy a tornyon belüli faszerkezet 1688 utáni. Ezt egy 1716-os püspöki vizitáció alkalmából készült összeírás is megerősítette, mely szerint akkor fa harangláb tartozott a templomhoz a kerítésen kívül, tehát ekkor még nem volt kőből épült tornya.
A templomot 1759-1773 között megmagasították, a tornyot és a szentélyt kiszélesítették. Akkor távolították el a középkori oltárt, amelyen a szentkirályi Madonna szobra állt.
Balogh Jolán Az erdélyi renaissanse c. munkájában így írt a Mária-szoborról: „Falusi egyszerűség, erőteljes valószerűség jellemzi”.
1790-ben a templom déli oldalbejáratához barokk előcsarnokot építettek. A csarnok homlokzatán az építkezés ideje olvasható: „AEDIFIC TEMPORE BELLI TURCICI MDCCXC”
A templom szószéke 1855-ben készült, a kőpadlózatot 1870-ben rakták le. 1901-ben egy kápolnát építettek, amelyet Jézus Szent Szíve tiszteletére szenteltek fel.
1930-ban a templom padlásáról előkerült egy gótikus Mária-szobor, amely az évszázadok során nagyon megsérült. A 15. század végén készült szobor jelenleg a Csíki Székely Múzeumban található.
A templom nagyharangját 1829-ben öntették, amelyet az első világháború idején eltávolítottak. Az eltűnt régi harang helyébe 1923-ban újabbat  tettek.
2002-ben a műemlék épületen felújítást végeztek. A vakolat eltávolítása után a templom falának déli oldalán gótikus ablakkereteket találtak, ugyanakkor a falba beépítve egy gótikus kőszoborra bukkantak. A munkálatok során a szobor felső része összetört, csupán az alsó részét sikerült megmenteni.
2007 őszén a templom belsejében régészeti ásatásokat végeztek, amelynek során egy többszintes családi kriptát találtak. Az ásatások alkalmával feltárták az Árpád-kori templom szentélyének falát, ugyanakkor a gótikus templom hajófalának egy részét. 
Az egykori templom alapja alatt a magyarországi Árpád-kori templomokra jellemző kora középkori román stílusú építkezési móddal találkoztak, amely eddig egyedülálló Csíkban.  A román kori templom alapja alatt újabb sírokra bukkantak, amelyek a 11-12. századból származnak.
A templom belső falának  északi részén a vakolat eltávolítása után, freskó került elő. A falfestmény Szűz Máriát ábrázolja, a karján üllő kis Jézussal, valamint Szent Anna és egy angyal is látható. A falkép keletkezésének ideje minden valószínűséggel a 14. század végére, vagy a 15. század elejére tehető. Egykor a templom mennyezetén is voltak freskók, amelyeket az 1970-es évek elején lemeszeltettek.

## A templom leírása
A Szent István király tiszteletére felszentelt templom apszisa sokszög záródású, bordái késő gótikus stílusban készültek. A műemlék épület román kori emlékei, a torony alatti köríves hornyolt kő ajtókeret és a keresztelőmedence.
A főoltáron Nagyboldogasszony és a karján ülő kis Jézus képét helyezték el, az oltár jobb oldalán Szent István király látható, amint Szűz Mária lábai elé helyezi a magyar koronát. Ugyanazon az oldalon áll Szent Péter apostol szobra is. A főoltár bal oldalán Szent Imre herceg és Szent Pál apostol szobra látható.

## A templom védőfala
A műemléktemplomot erős kőfal veszi körül. A templom udvarán kettőzött kőkereszt van felállítva. A falon kívül, az  északi oldalon kősíremlékek láthatók, amelyek a  régi temető helyét jelölik.

## A templom előtti emlékművek
A templom kőkerítésének keleti oldalán található Bors Mihályné Henter Katalin és gyermekei, Bors János és Bors Ágnes síremléke az 1719-es nagy pestisjárvány idejéből. A templom kerítésében Csíkszentkirály jeles személyiségeinek sírhantjai és keresztjei találhatók.
A templom előtti téren áll egy 1775-ben készített emlékmű, valamint az első- és  második világháború csíkszentkirályi hősi halottjainak emlékműve, amelyet 1971-ben állítottak fel. 
Ugyanott látható a 2001-ben készült Szent István király egész alakos szobra és  az Andrássy család tiszteletére 2002-ben felállított emlékmű.

## A templom búcsúja
A csíkszentkirályi római katolikus templom búcsúját a templom és az egyházközség védőszentjének ünnepén, augusztus 20-án Szent István napján tartják.